# Биосфера
Биосфе́ра (от др.-греч. βιος — жизнь и σφαῖρα — сфера, шар) — оболочка Земли, заселённая живыми организмами, находящаяся под их воздействием и занятая продуктами их жизнедеятельности, а также совокупность её свойств как планеты, где создаются условия для развития биологических систем; глобальная экосистема Земли.

## Описание
Среда обитания ― это всё то, что окружает живое существо в природе. На Земле существуют четыре основные среды обитания, освоенные и заселённые организмами. Это наземно-воздушная среда, водная, почвенная и организменная, то есть тело какого-либо живого организма, которое используется для жизни другим организмом. Каждая из этих сред имеет свои специфические условия жизни. Биосфера начала формироваться не позднее, чем 3,8 млрд лет назад, когда на нашей планете стали зарождаться первые организмы. Она проникает во всю гидросферу, верхнюю часть литосферы и нижнюю часть атмосферы, то есть населяет экосферу. Биосфера представляет собой совокупность всех живых организмов. В ней обитает более 3 000 000 видов растений, животных, грибов и бактерий. Человек тоже является частью биосферы, его деятельность превосходит многие природные процессы и, как сказал В. И. Вернадский: «Человек становится могучей геологической силой».
Французский учёный-естествоиспытатель Жан Батист Ламарк в начале XIX в. впервые предложил концепцию биосферы, ещё не введя даже самого термина. Термин «биосфера» был предложен австрийским геологом и палеонтологом Эдуардом Зюссом в 1875 году.
Целостное учение о биосфере создал советский биогеохимик и философ В. И. Вернадский. Он впервые отвёл живым организмам роль главнейшей преобразующей силы планеты Земля, учитывая их деятельность не только в настоящее время, но и в прошлом.
Существует и другое, более широкое определение: Биосфера — область распространения жизни на космическом теле. При том, что существование жизни на других космических объектах, помимо Земли пока неизвестно, считается, что биосфера может распространяться на них в более скрытых областях, например, в литосферных полостях или в подлёдных океанах. Так, например, рассматривается возможность существования жизни в океане Европы — спутника Юпитера.
Биосфера включает в себя верхние слои литосферы, в которых живут организмы, гидросферу и нижние слои атмосферы.

### Границы биосферы
- Верхняя граница в атмосфере: 15—20 км. Она определяется озоновым слоем, задерживающим коротковолновое ультрафиолетовое излучение, губительное для живых организмов[2].
- Нижняя граница в литосфере: 3,5—7,5 км. Она определяется температурой перехода воды в пар и температурой денатурации белков, однако в основном распространение живых организмов ограничивается вглубь несколькими метрами в почве, и сотнями метров в подземных пещерах[2].
- Граница между атмосферой и литосферой в гидросфере: 10—11 км. Определяется дном Мирового Океана, включая донные отложения.

## Состав биосферы
Структура биосферы:
1. Живое вещество — вся совокупность тел живых организмов, населяющих Землю, физико-химически едина, вне зависимости от их систематической принадлежности. Масса живого вещества сравнительно мала и оценивается величиной 2,4…3,6⋅1012 т (в сухом весе) и составляет менее одной миллионной части всей биосферы (ок. 3⋅1018 т), которая, в свою очередь, представляет собой менее одной тысячной массы Земли. Но это одна «из самых могущественных геохимических сил нашей планеты», поскольку живые организмы не просто населяют земную кору, а преобразуют облик Земли. Живые организмы населяют земную поверхность очень неравномерно. Их распространение зависит от географической широты.
2. Биогенное вещество — вещество, создаваемое и перерабатываемое живым организмом. На протяжении органической эволюции живые организмы тысячекратно пропустили через свои органы, ткани, клетки, кровь большую часть атмосферы, весь объём мирового океана, огромную массу минеральных веществ.[4] Эту геологическую роль живого вещества можно представить себе по месторождениям угля, нефти, карбонатных пород и т. д.
3. Косное вещество — продукты, образующиеся без участия живых организмов.
4. Биокосное вещество — вещество, которое создаётся одновременно живыми организмами и косными процессами, представляя динамически равновесные системы тех и других. Таковы почва, ил, кора выветривания и т. д. Организмы в них играют ведущую роль.
5. Вещество, находящееся в радиоактивном распаде.
6. Рассеянные атомы, непрерывно создающиеся из всякого рода земного вещества под влиянием космических излучений.
7. Вещество космического происхождения.

## Слои биосферы
Весь слой воздействия жизни на неживую природу называется мегабиосферой, а вместе с артебиосферой — пространством человеческой экспансии в околоземном пространстве — панбиосферой.
В атмосфере
Субстратом для жизни в атмосфере микроорганизмов (аэробионтов) служат водные капельки — атмосферная влага, источником энергии — солнечная энергия и аэрозоли. Примерно от верхушек деревьев до высоты наиболее частого расположения кучевых облаков простирается тропобиосфера (с тропобионтами; это пространство — более тонкий слой, чем тропосфера). Выше простирается слой крайне разреженной микробиоты — альтобиосфера (с альтобионтами). Выше простирается пространство, куда организмы проникают случайно и не часто и не размножаются — парабиосфера. Выше расположена апобиосфера.
В Литосфере и Геосфере
Геобиосферу населяют геобионты, субстратом, а отчасти и средой жизни для которых служит земная твердь. Геобиосфера состоит из области жизни на поверхности суши — террабиосферы (с террабионтами), разделяемой на фитосферу (от поверхности земли до верхушек деревьев) и педосферу (почвы и подпочвы; иногда сюда включают всю кору выветривания) и жизнь в глубинах Земли — литобиосферу (с литобионтами, живущими в порах горных пород, главным образом в подземных водах). На больших высотах в горах, где уже невозможна жизнь высших растений, расположена высотная часть террабиосферы — эоловая зона (с эолобионтами). Литобиосфера распадается на слой, где возможна жизнь аэробов — гипотеррабиосферу, и слой, где возможно лишь обитание анаэробов — теллуробиосферу. Жизнь в неактивной форме может проникать глубже — в гипобиосферу. Метабиосфера — все биогенные и биокосные породы. Глубже расположена абиосфера.
В гидросфере
Гидросфера — вся водная оболочка Земли (с подземными водами), населённая гидробионтами — распадается на слой континентальных вод — аквабиосферу (с аквабионтами) и область морей и океанов — маринобиосферу (с маринобионтами). Выделяют 3 слоя — относительно ярко освещённую фотосферу, всегда очень сумеречную дисфотосферу (до 1 % солнечной инсоляции) и слой абсолютной темноты — афотосферу.

## История развития биосферы
Развитие наблюдается лишь в живом веществе и связанным с ним биокосном. В косном веществе нашей планеты эволюционный процесс не проявляется.

### Зарождение жизни
Жизнь на Земле зародилась ещё в архее — примерно 3,5 млрд лет назад в гидросфере. Такой возраст имеют найденные палеонтологами древнейшие органические остатки. Возраст Земли как самостоятельной планеты Солнечной системы оценивается в 4,5 млрд лет. Таким образом, можно считать, что жизнь зародилась ещё в юношескую стадию жизни планеты. В архее появляются первые эукариоты — одноклеточные водоросли и простейшие организмы. Начался процесс почвообразования на суше. В конце архея появился половой процесс и многоклеточность у животных организмов.

### Будущее биосферы
Фундаментальное отличие живого вещества от неживого заключается в реализации им функции максимизации устойчивости элементов и их композиций в пространстве-времени. Эта регулярность базируется на необходимости удерживать стационарное состояние в условиях неравновесия. Фундаментальная зависимость длительности жизни популяции от её параметров выражается конгруэнцией: {\displaystyle \tau \cong \exp({\frac {rK^{2}}{2\varepsilon ^{2}}}),} где {\displaystyle r} — коэффициент размножения, {\displaystyle K} — емкость ареала, {\displaystyle \tau } — среднеквадратичное варьирование ареала. Это равенство означает, что популяция может увеличить среднюю длительность жизни особи без существенного увеличения энергии (если будет увеличивать емкость среды, или снижать потери на конкуренцию (повышение связности), или приспосабливаться к изменчивым условиям {\displaystyle \varepsilon ,} повышая сложность своей организации). Опыт многолетних наблюдений позволяет утверждать, что основной обмен ({\displaystyle a,}мВт) организмов таксонов высокого ранга является экспоненциальной функцией от времени их происхождения ({\displaystyle T,} млн. лет): {\displaystyle a=0,378\exp(0,0073T).} Исходя из этих соображений, тепловой поток в состоянии покоя тем больше, чем с более эволюционно молодой организм рассматривается.
Пространство планеты анизотропно непрерывно, что для живого вещества с его ливизной представляется римановым пространством, а пространство биосферы является эвклидовым (с вложенным в него множеством римановых подпространств). Резюме В. И. Вернадского: биосфера представляется земной оболочкой, в которой в состояниях пространства евклидовой трехмерной геометрии тел включены дисперсным образом и в дисперсной форме перечисленные мелкие римановские пространства живого вещества, связь между которыми поддерживается непрерывным биогенным током атомов.

## История исследований биосферы
Большой вклад в развитие учения о биосфере внёс В. И. Вернадский. Впервые термин биосфера был введён Эдуардом Зюссом в 1875 году.
Н. А. Солнцев в ландшафтоведении различал фитосферу и зоосферу.

## Искусственная биосфера
Биосфера — открытая система. Человек не может существовать вне биосферы, однако стремится исследовать космическое пространство. Ещё К. Э. Циолковский связывал освоение космоса с созданием искусственной биосферы.
В настоящее время идея её создания вновь становится актуальной в связи с планами освоения Луны и Марса. Однако на данный момент попытка создания полностью автономной искусственной биосферы не увенчалась успехом.
Рассматривается возможность создания (пока в далёком будущем) внеземной биосферы на других планетах при помощи терраформирования.